# دييجو بينوكيو
دييجو بينوكيو (بالإيطالية: Diego Penocchio)‏ رجل أعمال إيطالي (ولد يوم 24 أغسطس من العام 1956) هو مالك نادي بادوفا منذ 2013 حتى عام 2014

## انظر ايضاً
- قائمة ملاك أندية كرة القدم الإيطالية